# Atopotrophos spiniger
Atopotrophos spiniger är en stekelart som beskrevs av Dmitriy R. Kasparyan 1998. Atopotrophos spiniger ingår i släktet Atopotrophos och familjen brokparasitsteklar. Inga underarter finns listade.